# أحمد النويري
أحمد النويري، شاعر و باحث ليبى، (مواليد 1937)، ولد ببلدة العسة في أقصى غرب ليبيا، مهتم بالشعر و التراث الشعبي الليبي، تأليفا وإبداعا وجمعا ودراسة، له عديد البرامج و المؤلفات. 

## المؤهل العلمي
- دبلوم تعليم العام سنة 1958

- دبلوم المعلمين الخاص سنة 1961

- بكالوريوس إقتصاد و العلوم السياسية - الجامعة المفتوحة - ليبيا[6]

## المحطات
- اشتغل بقطاع التعليم 1958- 1964.
- بدأ ممارسة العمل الإعلامي منذ عام 1960 ف و حتى الآن.
- انخرط في لجنة الفنون بالحركة الكشفية (1959 - 1963).
- من مؤسسي فرقة الفنون الشعبية الليبية سنة 1963 ف.
- تولى منصب رئيس قسم الفنون الشعبية بإدارة الفنون و الثقافة سنة 1964 ف.
- شارك سنة 1972 ف في حلقة دراسية حول برامج التلفزيون في مدينة براغ التشكية.
- اُختير لعضوية لجنة الآداب والفنون الشعبية المشتركة بين مصر و ليبيا سنة 1972 ف.
- شارك عام 1973 عضوا في الوفد الليبي المشارك في الملتقى العربي لدراسة المأثورات الشعبية التى أقامته الجامعة العربية بتونس.
- شغل منصب أمين رابطة الفنانين الليبيين سنة 2004 ف.
- اختير كعضو لجنة تحكيم في برنامج التلفزيونى أمير القوافى في نسخته الأولى سنة 2023 ف.

## من مؤلفاته
- لهيب المعركة، دار لبنان للطباعة و النشر 1967 ف

- غلا خدوجة، دار لبنان للطباعة و النشر 1967 ف
- بين روما و باريس، دار لبنان للطباعة و النشر 1968 ف
- الثورة الثورة الثورة، دار لبنان للطباعة و النشر 1969 ف
- من تراث الشعب، دار لبنان للطباعة و النشر 1974 ف
- حضور المرأة الليبية في مأثور الشعبي، مطابع ديتار 1990 ف
- نوادر و حكايات نادرة 2017 ف
- معجم الأمثال الشعبية و ما في حكمها
- عزوز (رواية)
- من الذاكرة الشعبية (أدب)
- المأساة الهجرة و الهجرة المعاكسة (رواية) 2016

## أعماله في الإذاعة المرئية و المسموعة
- من الذاكرة الشعبية (برنامج تلفزيوني)
- قال صاحب العقل (برنامج تلفزيوني)
- فنون الشعب (برنامج تلفزيوني)
- هذه ليييا (برنامج تلفزيوني)
- الأمثال الشعبية (برنامج تلفزيوني)
- أمير القوافي (برنامج مسابقات تلفزيوني) - عضو لجنة تحكيم.
- أولاد هلال (مسلسل إذاعى)
- مرزوق في السوق (برنامج إذاعى)
- بنت شيخ النجع (مسلسل إذاعى)[7][8]

## مساهمته في الشعر الغنائي
قدم الكثير من الأغانى الوطنية و العاطفية منها :
- (ما حيراش قلب) ألحان حسن عريبى و غناء راسم فخرى.
- (الصورة الحلوة ) ألحان كاظم نديم و غناء أحمد سامي.
- ( نار قلبي ) ألحان عبد الباسط البدري و غناء أحمد سامي.
- (حبى الغالي) ألحان حسن عريبى و غناء محمود الشريف.
- (اسم الله عليك) ألحان حسن عريبى وغناء أميرة يوسف.
- ( نحساب ننسى هواك ) الحان الفنان حسين الزواوي وغناء الفنان أحمد حلمي
- (عزا حار في ماجر فقدنا 100) قصيدة مسجلة، من كلماته و أدائه، أذيعت سنة 2011.[9]

## الجوائز والتكريم
- كرم في عيد العلم الأول في مجال الشعر الشعبي سنة 1970 ف .
- نال وسام الريادة في المأثورات الشعبية سنة 1993 ف.
- تحصل على جائزة الدولة التقديرية في مجال الأدب والفنون سنة 2009 ف.
- تحصل على جائزة فواد الحداد للشعر العامي - الدورة الثانية 2022 ف.[2][3]